# Джек Лесвик
Джек Лесвик (англ. Jack Leswick, 1 січня 1910,  Гумбольдт — 4 серпня 1934, Вінніпег) — канадський хокеїст, що грав на позиції центрального нападника.
Його рідні молодші брати Піт і Тоні також були хокеїстами.

## Ігрова кар'єра
Професійну хокейну кар'єру розпочав 1929 року.
Усю професійну клубну ігрову кар'єру, що тривала 6 років, провів, захищаючи кольори команд у лізі АХА, один сезон провів у складі «Чикаго Блек Гокс».

## Нагороди та досягнення
- Володар Кубка Стенлі в складі «Чикаго Блек Гокс» — 1934.

## Смерть
Влітку 1934, його тіло було знайдено на березі річки Ассінібойн без ознак життя. Його смерть була визнана самогубством.